# スジヘラオヤモリ
スジヘラオヤモリ（筋箆尾守宮、Uroplatus lineatus）は、爬虫綱有鱗目ヤモリ科ヘラオヤモリ属に分類されるトカゲ。

## 分布
マダガスカル北部固有種

## 形態
全長25cm。体形は細く、体側面や尾に襞（ひだ）も発達していない。体色は褐色で、暗色の縦縞が入る。体色は環境によってもある程度変化する。種小名lineatusは「線のある、線状の斑紋がある」の意で和名や英名と同義。本種の体色や体形は、竹林という環境においては擬態に役立っている。
眼上部に睫毛状の突起がある。尾は長い。

## 生態
森林、主に竹林や笹の密集する林に生息する。夜行性だが、生態や繁殖については不明な点が多い。
食性は動物食で昆虫類、節足動物等を食べる。繁殖形態は卵生。

## 人間との関係
マダガスカルでは悪魔の使いと見なされて忌み嫌われている。
ペットとして飼育されることもあり、日本にも輸入されている。ほぼ野生個体のみが流通する。2005年に属単位でワシントン条約附属書IIに記載されマダガスカルからの生物の輸出が減少傾向にあるため、流通量は今後減少していくものと思われる。